# 姉川の戦い
姉川の戦い（あねがわのたたかい）は、戦国時代の元亀元年6月28日（1570年7月30日/グレゴリオ暦8月9日）に近江国浅井郡姉川河原（現在の滋賀県長浜市野村町及び三田町一帯）で、織田・徳川連合軍と浅井・朝倉連合軍の間で行われた合戦である。
「姉川の戦い」「姉川合戦」という呼称は元々は徳川氏によるものであり、布陣した土地の名から織田・浅井両氏は「野村合戦」、朝倉氏側は「三田村合戦」と呼んだ。

## 概要

### 越前侵攻の失敗
尾張の織田信長は、駿河の今川義元を討ち取り、斎藤龍興から美濃を奪取したのち、足利義昭を奉じて上洛を目指し、近江に攻め入った。近江北郡（浅井郡・坂田郡・伊香郡）を支配する浅井長政には妹お市の方が入輿してすでに縁戚関係となっており、信長軍に浅井氏からの援軍も加わって近江守護家の六角義賢父子を破り上洛を果たした。
その後信長は天皇・将軍への奉仕を名分として畿内近国の諸大名・国衆らに軍勢の上洛参集を求めた上で、元亀元年（1570年）4月に若狭武藤氏討伐を名目に（実質的には朝倉義景の領国越前への侵攻）信長自らが軍勢を率いて進発した。すると織田勢の背後に本拠地を構える北近江の浅井氏が突如朝倉氏に加勢し、織田軍の背後を襲った。一転、挟撃される危険に陥った信長は撤退を開始。信長の家臣たちは「金ヶ崎の退き口」を経て退却した。

### 開戦
京都に帰還した信長は軍を立て直すため、5月9日に岐阜に向けて発った。朝倉義景は敦賀に滞陣し、戦後処理や浅井長政との連絡に努める一方、5月11日に一族の朝倉景鏡を総大将とする大軍を近江に進発させる。朝倉軍は浅井軍とともに南近江まで進出して六角義賢とも連携し信長の挟撃を図ったが、この連携はうまくいかず、信長は千草越えにより5月21日に岐阜への帰国に成功した。六角軍は6月4日、野洲河原の戦いで柴田勝家、佐久間信盛に敗れてしまう。このため、浅井・朝倉軍は美濃の垂井・赤坂周辺を放火するとともに、国境に位置する長比・苅安尾といった城砦に修築を施し兵を入れて織田軍の来襲に備えた。朝倉軍は6月15日に越前へ帰陣するが、前後して長比城に配置された堀秀村・樋口直房が調略により信長に降り長比・苅安尾両城は陥落する。これを受けて6月19日、信長は岐阜を出立しその日のうちに長比城に入った。
6月21日、信長は虎御前山に布陣すると、森可成、坂井政尚、斎藤利治、柴田勝家、佐久間信盛、蜂屋頼隆、木下秀吉、丹羽長秀らに命じて、小谷城の城下町を広範囲に渡って焼き払わせた。翌6月22日、信長は殿軍として簗田広正、中条家忠、佐々成政らに鉄砲隊500、弓兵30を率いさせ、いったん後退した。
6月24日、信長は小谷城とは姉川を隔てて南にある横山城を包囲し、信長自身は竜ヶ鼻に布陣した。
ここで徳川家康が織田軍に合流し、家康もまた竜ヶ鼻に布陣。一方、浅井方にも朝倉景健率いる8,000の援軍が到着。朝倉勢は小谷城の東にある大依山に布陣。これに浅井長政の兵5,000が加わり、浅井・朝倉連合軍は合計13,000となった。
6月27日、浅井・朝倉方は陣払いして兵を引いたが、翌28日未明に姉川を前にして、軍を二手に分けて野村・三田村にそれぞれ布陣した。これに対し、徳川勢が一番合戦として西の三田村勢へと向かい、東の野村勢には信長の馬廻、および西美濃三人衆（稲葉良通、氏家卜全、安藤守就）が向かった。
午前6時頃に戦闘が始まる。浅井方も姉川に向かってきて「火花を散らし戦ひければ、敵味方の分野は、伊勢をの海士の潜きして息つぎあへぬ風情なり（信長記）」という激戦になり、一時織田軍は危機的状況に陥った。しかし、浅井・朝倉連合軍の陣形が伸びきっているのを見た家康は榊原康政に命じて側面から攻めさせ、まずは朝倉軍が敗走し、続いて浅井軍が敗走した。結果的に織田・徳川側が1,100余りを討ち取って勝利した。合戦場付近の「血原」や「血川」という地名は往時の激戦振りを窺わせる。
信長は小谷城から50町ほどの距離まで追撃をかけ、ふもとの家々に放火したが、小谷城を一気に落とすことは難しいと考えて横山城下へ後退した。まもなく横山城は降伏し、信長は木下秀吉を城番として横山城に入れた。

### 奇襲説
姉川の戦いは朝倉・浅井軍の奇襲であったという説を高澤等は唱えている。6月27日早朝に浅井・朝倉軍は一旦大依山から姿を消した。この時の状況を『信長公記』では「六月廿七日の暁、陣払ひ仕り、罷り退き候と存じ候のところ廿八日未明に三十町ばかりかゝり来なり」と陣払いして退却したと思った浅井・朝倉軍が突然として距離三十町のところに現れた様子を記している。織田軍は敵勢が陣払いしたと考えて再び軍勢を横山城の包囲態勢に戻し、織田軍は本陣の背を突かれる形となり両軍陣形を整えず即座に戦いに突入したとする。また姉川の戦いは両軍日時を取り決めた合戦だったとしている。

## 参戦武将

### 浅井・朝倉軍

#### 浅井勢
- 浅井長政
- 磯野員昌
- 浅井政澄
- 阿閉貞征
- 新庄直頼
- 遠藤直経
- 安養寺氏種
- 今村氏直
- 弓削家澄
- 鹿伏兎宗心

#### 朝倉勢
- 朝倉景健
- 前波新八郎
- 真柄直隆
- 真柄直澄
- 黒坂景久

#### 横山城守将 （浅井勢）
- 三田村国定
- 野村直隆
- 大野木秀俊

### 織田・徳川軍

#### 織田勢
- 織田信長
- 坂井政尚
- 木下秀吉
- 柴田勝家
- 森可成
- 佐久間信盛
- 和田惟政? （一部の史料による）
- 稲葉一鉄
- 池田恒興
- 丹羽長秀

#### 徳川勢
- 徳川家康
- 渡辺守綱
- 酒井忠次
- 小笠原長忠
- 石川数正
- 榊原康政
- 本多忠勝

#### 横山城攻城軍 （織田勢）
- 稲葉良通
- 氏家卜全
- 安藤守就

## 合戦の影響
姉川の合戦における浅井家の被害は甚大で、長政が信頼していたと言われている重臣遠藤直経や長政の実弟浅井政之をはじめ、浅井政澄、弓削家澄、今村氏直ら浅井家で中心的役割を果たしていた武将が戦死した。朝倉氏では真柄直隆、真柄直澄、真柄隆基らが討死した。両軍は戦場からの撤退戦で多くの戦死者を出した。一方、初期戦闘で苦戦した織田方では坂井政尚の嫡子である尚恒らが戦死している。横山城は降伏、信長は木下秀吉を城主にした。
この戦いには敗れたがこの時点では浅井・朝倉連合軍にはまだ余力は残っており、近江、越前周辺では比叡山の僧兵衆や石山本願寺の一向一揆と手を結び、湖西の志賀郡などで攻防戦が繰り返された（志賀の陣）。これらの戦いでは織田方の被害も軽微なものとはいえず、信長の実弟織田信治をはじめ森可成、坂井政尚などの諸将を失った。
信長は浅井・朝倉を支持する比叡山を焼き討ちするなど、周辺敵勢力の掃討に打って出た。また、軍事力だけでは攻略は困難と判断した信長は諜略によって浅井家の内部分裂を謀った。その代表例が姉川の合戦で最も武功をあげた磯野員昌の離間である。姉川の合戦により領国が南北に分断されてしまっていたため犬上郡の佐和山城を守備する磯野員昌らは孤立してしまい物資の補給すらままならない状態であった。そこに目をつけた秀吉が浅井家家中に員昌内通の風説を流し、長政らに員昌に対する疑念をもたせることに成功、長政は再三にわたる員昌からの物資補給の要請をすべて拒絶し、兵糧が残り少なくなった員昌はついに織田方に投降し浅井滅亡の流れを決定付けることとなった。次第に弱体化していった浅井・朝倉両氏は大局的な戦略に方向転換し甲斐の武田信玄や本願寺顕如らと組み信長包囲網を形成していく事になる。

## その他
- 戦いに斃れた将兵の夥しい血で真っ赤に染まった血川も姉川沿いに流れていたが、平成以降の造成改修工事で無くなった。野村町の旧野村橋付近が最も激戦地であり、また三田町側の姉川沿いの激戦地は血原公園になっている。
- 浅井氏家臣野村肥後守の野村城土塁が、野村町地域の岩崎家・伊吹家や、多賀家、浅井家敷地などを中心に遺っている。同三田村氏の三田村城土塁は三田町地域の伝正寺敷地に遺っている
- 姉川の戦いを描いた日本で唯一の「姉川合戦図屏風」が福井県立歴史博物館に所蔵されており、毎年6月下旬～7月上旬に一般公開されている。
- 織田・徳川軍で功を上げたとされる足軽頭など7人に信長から感状が贈られ、「姉川七本槍」と称された。
- 『 浅井三代記』（17世紀後半成立）には、浅井軍の磯野員昌が織田軍の十三段の備えを十一段まで打ち破り信長の本陣まで肉薄したという逸話が記述されているが（員昌の姉川十一段崩し）、これは後世の創作という見方が強い。

## 脚注

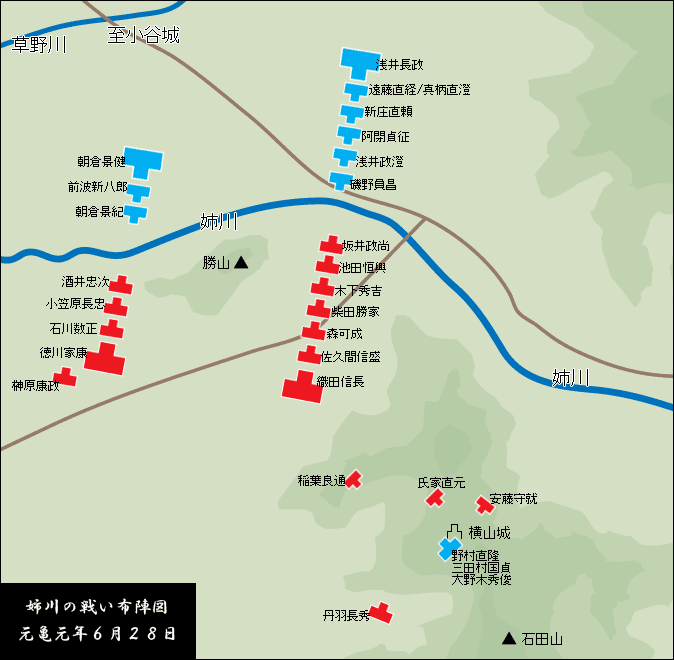
浅井三代記など後世の軍記物に準拠した布陣図